# Remshalden
Remshalden – miejscowość i gmina w Niemczech, w kraju związkowym Badenia-Wirtembergia, w rejencji Stuttgart, w regionie Stuttgart, w powiecie Rems-Murr. Leży nad rzeką Rems, ok. 12 km na wschód od Waiblingen, przy drodze krajowej B29.

## Dzielnice
- Grunbach
- Buoch
- Geradstetten
- Hebsack
- Rohrbronn